# Ruch Odbudowy Polski

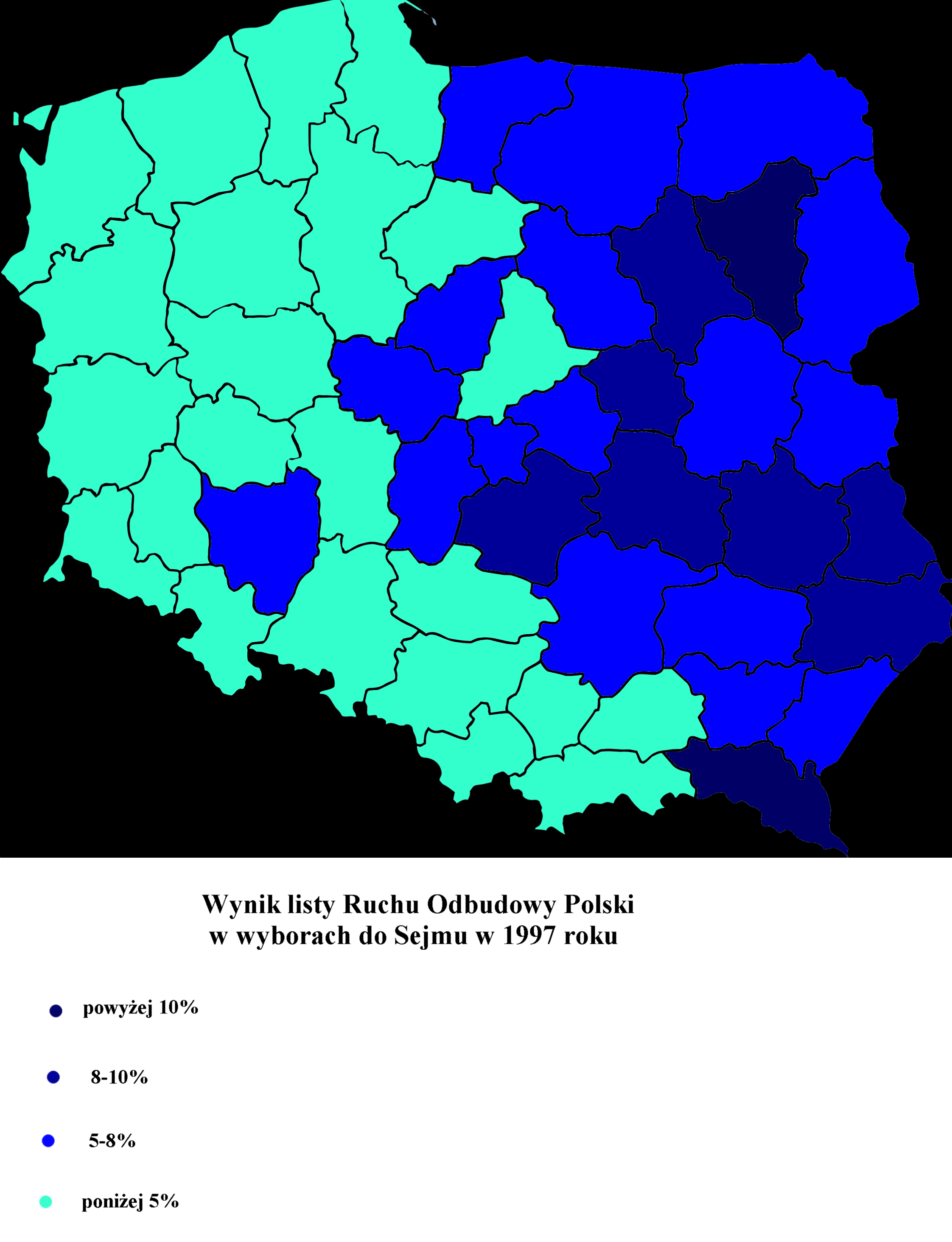
Wyniki listy Ruchu Odbudowy Polski w wyborach do Sejmu w 1997

Ruch Odbudowy Polski (ROP) – polska prawicowa partia polityczna, istniejąca od 18 listopada 1995 do 23 czerwca 2012. Partia została założona przez komitety wyborcze Jana Olszewskiego.

## Historia

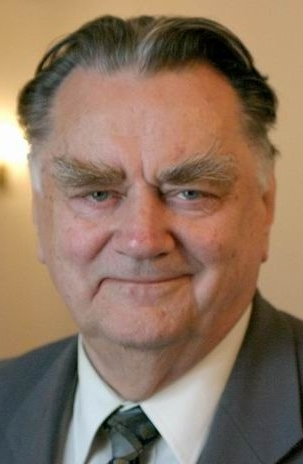
Założyciel i przewodniczący Ruchu Odbudowy Polski w latach 1995–2011 Jan Olszewski

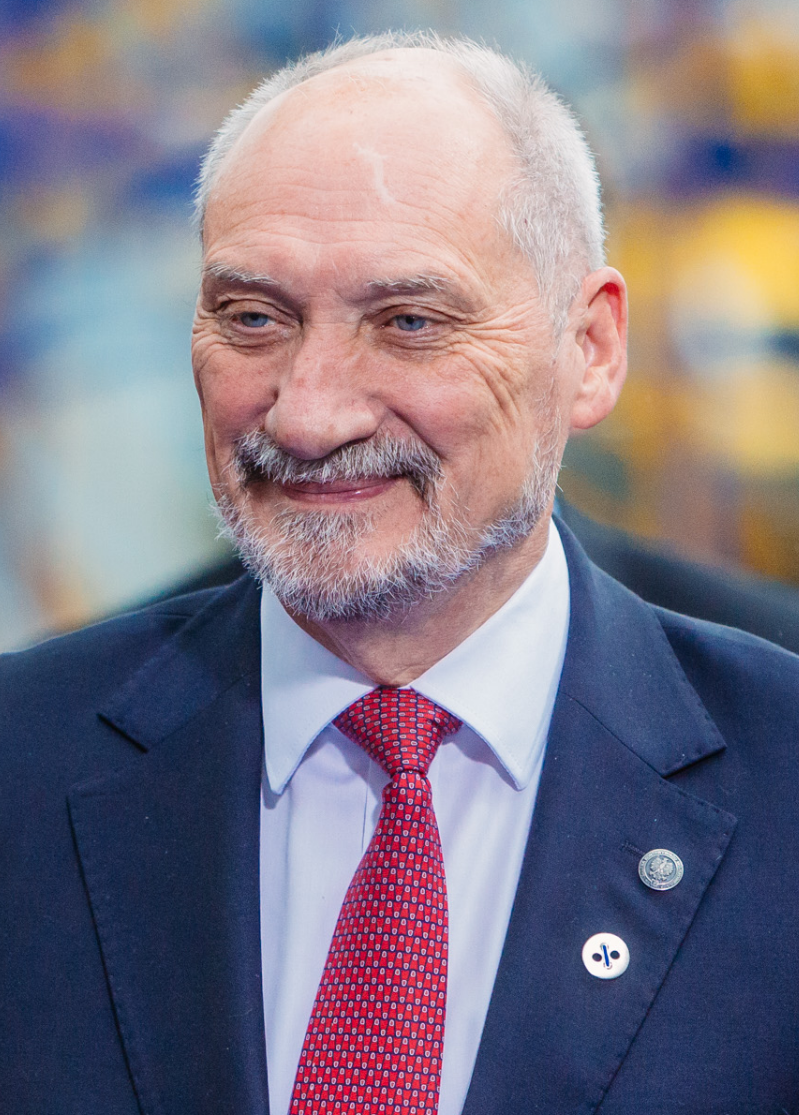
Jeden z założycieli Ruchu Odbudowy Polski Antoni Macierewicz

ROP powstał po pierwszej turze wyborów prezydenckich w 1995, która dla Jana Olszewskiego zakończyła się nadspodziewanie dobrym wynikiem (zajął 4. miejsce, zdobył 6,86% głosów). Oprócz komitetów Jana Olszewskiego do ROP weszła część polityków partii: Ruch dla Rzeczypospolitej (poprzednia partia Jana Olszewskiego), Ruch Trzeciej Rzeczypospolitej Jana Parysa oraz Akcja Polska Antoniego Macierewicza (wbrew umowie nie rozwiązała się).
Mimo powstania 8 czerwca 1996 integrującej niemal wszystkie ugrupowania centroprawicy Akcji Wyborczej Solidarność, ROP zachęcony wysokim, kilkunastoprocentowym poparciem, jakie dawały partii sondaże, zdecydował się pozostać poza AWS. Ostatecznie w wyborach uzyskał 5,56% poparcia i wprowadził do Sejmu 6 posłów (w tym Jarosława Kaczyńskiego – przewodniczącego Porozumienia Centrum, którego pozostali działacze startowali w ramach AWS). Partia pozostawała w opozycji do rządu AWS-UW (później AWS).
Wyniki wyborcze liderów komitetu:
- Jan Olszewski, Warszawa, 59 015 głosów – poseł,
- Jacek Kurski, Gdańsk, 17 205 głosów,
- Jan Parys, Łódź, 15 467 głosów,
- Antoni Macierewicz, Warszawa II, 15 221 głosów – poseł,
- Piotr Naimski, Kraków, 10 694 głosy,
- Zygmunt Wrzodak, Krosno, 9804 głosy,
- Jarosław Kaczyński (Porozumienie Centrum), Warszawa, 8107 głosów – poseł,
- Wojciech Włodarczyk, Lublin, 6809 głosów – poseł,
- Dariusz Grabowski, Radom, 6189 głosów – poseł,
- Adam Wędrychowicz, Gliwice, 4727 głosów – poseł,
- Zbigniew Romaszewski, Warszawa, 433 005 głosów – senator,
- Stanisław Gogacz, Lublin, 118 515 głosów – senator,
- Adam Glapiński, Tarnów, 77 702 głosy – senator,
- Krzysztof Głuchowski, Siedlce, 60 068 głosów – senator,
- Jerzy Chróścikowski, Zamość, 43 824 głosy – senator.

W okresie 1997–1998 w partii doszło do rozłamu, w wyniku którego część działaczy skupiona wokół Antoniego Macierewicza utworzyła Ruch Katolicko-Narodowy, zaś inni (m.in. Jacek Kurski) przeszli do ZChN. W wyborach samorządowych w 1998 ROP startował w ramach koalicji Ruch Patriotyczny Ojczyzna, która zdobyła 3,2% głosów w wyborach do sejmików.
W 2000 przewodniczący ROP Jan Olszewski ogłosił start w wyborach prezydenckich, jednak wycofał się przed głosowaniem i poparł Mariana Krzaklewskiego. Było to zapowiedzią sojuszu AWS i ROP, który został zrealizowany 24 maja 2001, kiedy to ROP przystąpił do Akcji Wyborczej Solidarność Prawicy (AWSP) (oprócz tego od marca do lipca Ruch tworzył koalicyjne koło poselskie ROP-PC). Przymierze to jednak nie trwało długo, bo już 19 lipca Jan Olszewski ogłosił wycofanie się z AWSP i kandydował ostatecznie do Sejmu z listy Ligi Polskich Rodzin (decyzję o przystąpieniu do Komitetu Wyborczego LPR podjęto 28 lipca). W wyborach do Senatu ROP uczestniczył w Bloku Senat 2001.
W wyborach w 2001 ROP do Sejmu wprowadził z list LPR dwóch posłów: Jana Olszewskiego i Henryka Lewczuka, zaś do Senatu jednego kandydata startującego z ramienia Bloku Senat 2001 – Zbigniewa Romaszewskiego (który jednak w trakcie kadencji opuścił ROP, zakładając partię Suwerenność-Praca-Sprawiedliwość). Wszyscy wybrani do parlamentu kandydaci ROP nie przystąpili do żadnego klubu ani koła. W trakcie kadencji do ROP przyłączył się jeszcze jeden poseł – Tadeusz Kędziak, dzięki czemu pod koniec sierpnia 2002 powstało koło poselskie Ruchu Odbudowy Polski.
W wyborach parlamentarnych w 2005 ROP startował w ramach Ruchu Patriotycznego, formacji powstałej tuż przed wyborami, na którą składały się 3 małe partie prawicowe, które w poprzednim Sejmie znalazły się dzięki startowi z listy LPR (poza ROP także Przymierze dla Polski Gabriela Janowskiego i Ruch Katolicko-Narodowy Antoniego Macierewicza). Z listy Ruchu Patriotycznego startowała również Liga Obrony Suwerenności, pod przewodnictwem Wojciecha Podjackiego. Ruch Patriotyczny, podobnie jak RKN i ROP, posiadał pod koniec IV kadencji Sejmu własne koło. Ruch Patriotyczny, będący swego rodzaju próbą reaktywacji ROP, w wyborach uzyskał 1,05% głosów i nie znalazł się w Sejmie.
W konsekwencji dawni działacze ROP i RKN, skupieni w Ruchu Patriotycznym, rozpoczęli bliską współpracę z Prawem i Sprawiedliwością, co skutkowało powierzeniem stanowisk państwowych Janowi Olszewskiemu i Antoniemu Macierewiczowi. Obaj mieli startować z ramienia PiS także w wyborach do Sejmu i Senatu w 2007. Antoni Macierewicz i należąca do jego partii (RKN) Krystyna Grabicka (także była działaczka ROP) uzyskali mandaty poselskie. Działaczom PiS nie udało się zebrać wymaganej liczby podpisów na listach poparcia w wyborach do Senatu dla Jana Olszewskiego. Jedynym parlamentarzystą ROP został wybrany do Senatu Stanisław Gogacz, zasiadający w klubie parlamentarnym PiS. Jan Olszewski objął później funkcję przewodniczącego komisji weryfikacyjnej WSI, działającej przy Biurze Bezpieczeństwa Narodowego pod auspicjami prezydenta Polski, ale zrezygnował z jej pełnienia z powodu „uniemożliwiania mu sprawowania tej funkcji przez rząd Donalda Tuska”.

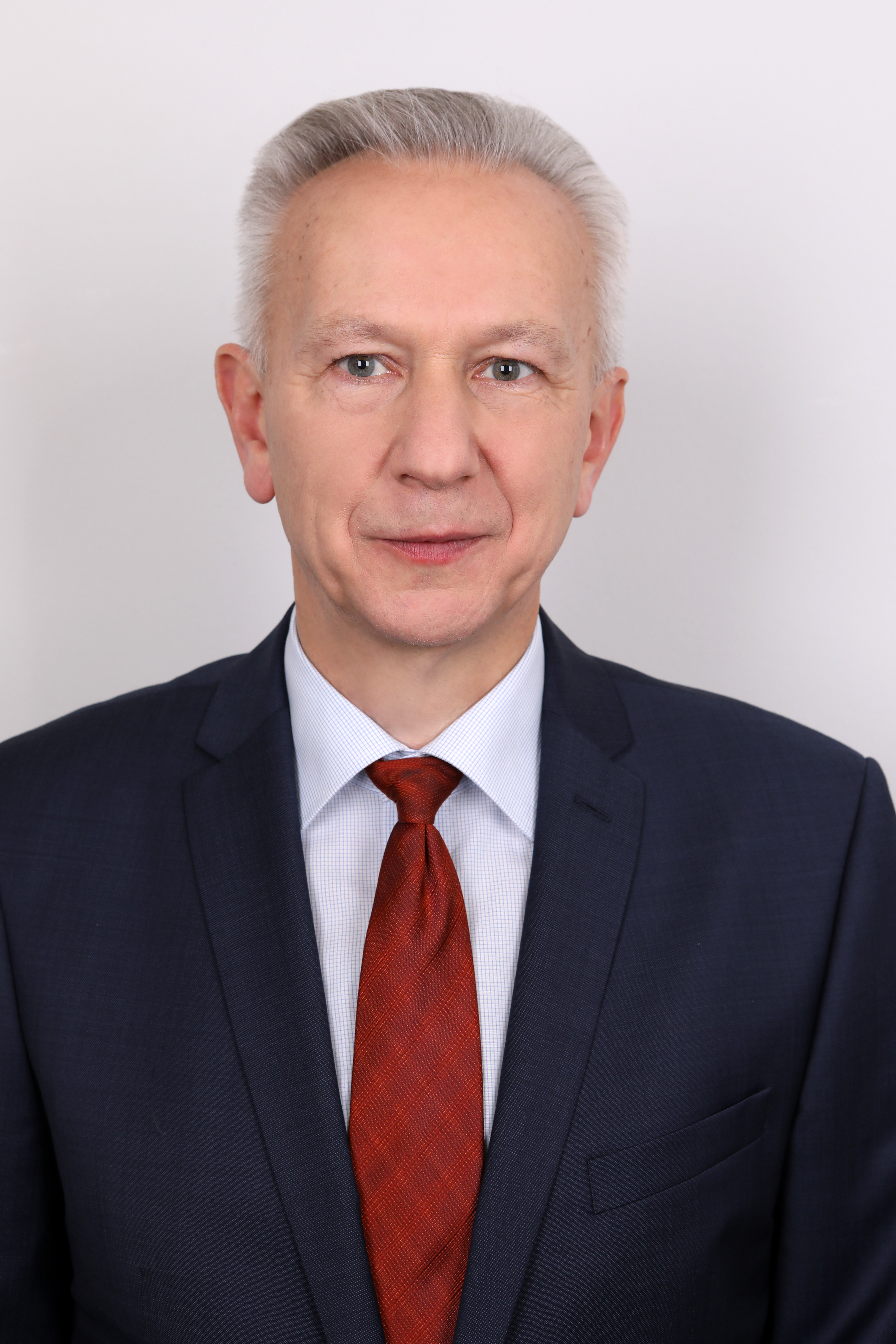
Ostatni przewodniczący Ruchu Odbudowy Polski (w latach 2011–2012) Stanisław Gogacz

20 stycznia 2011 senator Stanisław Gogacz zastąpił Jana Olszewskiego na stanowisku przewodniczącego ROP. W wyborach parlamentarnych w tym samym roku działacze ROP na podstawie umowy zawartej z PiS ponownie startowali z ramienia tej partii. Dwóch przedstawicieli ROP uzyskało mandaty w parlamencie. Do Senatu reelekcję uzyskał Stanisław Gogacz, a do Sejmu wybrany został Bartosz Kownacki (który po kilku dniach od rozpoczęcia kadencji przeszedł z klubu PiS do klubu Solidarna Polska, a później przystąpił do nowo powstałej partii o tej nazwie, a wkrótce potem przeszedł do PiS).
23 czerwca 2012 na nadzwyczajnym kongresie podjęto decyzję o rozwiązaniu partii i zaapelowano do członków o wstępowanie do PiS (członkiem PiS został m.in. Stanisław Gogacz).
W sierpniu 2013 zarejestrowano stowarzyszenie Ruch Odbudowy Polski, mające na celu kontynuację dorobku partii. Jego prezesem został Wiesław Dąbrowski. Rozpoczęło ono działalność w grudniu 2014. W 2019 rejestrowało komitety wyborcze, jednak nie wystawiło żadnych kandydatów zarówno do Parlamentu Europejskiego, jak i do polskiego parlamentu. We wrześniu 2021 nowym prezesem stowarzyszenia został Marek Olszewski.

## Program
ROP określił się jako partia prawicowa i antykomunistyczna, mocno odwołująca się do wartości chrześcijańskich, jednak w programie gospodarczym występowało wiele elementów charakterystycznych dla państwa opiekuńczego. ROP postulował m.in. kontrolę państwa nad strategicznymi działami przemysłu oraz większą kontrolę nad systemem bankowym, a równocześnie ochronę i rozwój własności prywatnej poprzez m.in. uwłaszczenie spółdzielców. Partia domagała się także rozwoju polityki prorodzinnej.
Ruch zajmował niejednoznaczne stanowisko w takich sprawach, jak wejście Polski do Unii Europejskiej czy NATO, co później doprowadziło do podziałów w jego ramach. Partia podkreślała, że polski udział w NATO musi być oparty na zasadzie wzajemności, a za priorytet uznać należy realizację polskich interesów. Odnosząc się do akcesji do UE, ROP zaznaczał, że prawo polskie musi być zawsze ważniejsze od prawa unijnego oraz że Polska nie może uzależniać się od zagranicznych wpływów. ROP opowiadał się za koncepcją Europy ojczyzn oraz większą współpracą Polski z innymi państwami Europy środkowo-wschodniej.
W swym programie ROP postulował także m.in. rozwój poszukiwania na terenie Polski złóż surowców mineralnych w celu uniezależnienia energetycznego kraju. Ruch przykładał również dużą wagę do demaskowania kłamstw na temat historii Polski, zwłaszcza dotyczących zbrodni katyńskiej oraz stosunków polsko-żydowskich w okresie II wojny światowej i tuż po niej. ROP postulował wprowadzenie ordynacji mieszanej w wyborach do Sejmu oraz jednomandatowych okręgów w wyborach samorządowych.
ROP proponował także oparcie zasad prawa polskiego na prawie naturalnym oraz etyce chrześcijańskiej. Partia domagała się większej walki z korupcją i patologiami władzy, a także rozliczenia prywatyzacji z lat 90.

## Przewodniczący
- od 18 listopada 1995 do 20 stycznia 2011 – Jan Olszewski
- od 20 stycznia 2011 do 23 czerwca 2012 – Stanisław Gogacz

## Parlamentarzyści

### Senator ROP w klubie PiS w Senacie VIII kadencji (2011–2012)
- Stanisław Gogacz, okolice Lublina

### Poseł ROP w klubach PiS i Solidarna Polska w Sejmie VII kadencji (2011)
- Bartosz Kownacki, Bydgoszcz

### Senator ROP w klubie PiS w Senacie VII kadencji (2007–2011)
- Stanisław Gogacz, Lublin

### Koło Poselskie ROP w Sejmie IV kadencji (2001–2005)
(koło powstało 27 sierpnia 2002)
- Tadeusz Kędziak, Piotrków Trybunalski
- Henryk Lewczuk, Chełm
- Jan Olszewski, Warszawa

### Senator ROP w Senacie V kadencji (2001–2003)
- Zbigniew Romaszewski, Warszawa

### Koło Parlamentarne ROP (1997–2001)

#### Posłowie na Sejm III kadencji
Stan na koniec kadencji:
- Jan Olszewski, Warszawa
- Jan Piątkowski, Opole
- Wojciech Włodarczyk, Lublin

Inni posłowie koła ROP w Sejmie III kadencji:
- Dariusz Grabowski, Radom, potem poseł niezrzeszony
- Jarosław Kaczyński, Warszawa, potem Prawo i Sprawiedliwość
- Antoni Macierewicz, Warszawa, potem poseł niezrzeszony
- Adam Wędrychowicz, Gliwice, potem poseł niezrzeszony

#### Senatorowie IV kadencji
Stan na koniec kadencji:
- Jerzy Chróścikowski, Zamość
- Krzysztof Głuchowski, Siedlce
- Stanisław Gogacz, Lublin
- Zbigniew Romaszewski, Warszawa

Senator koła ROP w Senacie IV kadencji, który przeszedł do ZChN (klub AWS):
- Adam Glapiński, Tarnów

## Organizacja młodzieżowa
W ramach ROP w 1996 powstała, założona przez Roberta Bodnara, Federacja Młodych Ruchu Odbudowy Polski. Jej przewodniczącym był m.in. Bartosz Kownacki (w latach 2002–2006).
Organizacja ta opowiadała się za przeprowadzeniem dekomunizacji i lustracji w systemie edukacji i szkolnictwa wyższego. Przeprowadziła wiele manifestacji i demonstracji, wspierających działania ROP. M.in. w 1996 zorganizowała protest przeciwko polityce Ministerstwa Edukacji i ministrowi edukacji Jerzemu Wiatrowi, żądając jego odwołania.
Akcja Uczniowi zawsze Wiatr w oczy miała na celu uświadomienie potrzeby zmian personalnych w polskim szkolnictwie.
W lipcu 2001 przeprowadziła akcję pikietową przed salonami Empik i siedzibą redakcji „Przekroju”, protestując przeciwko wydaniu i sprzedaży komiksu Arta Spiegelmana Maus, posądzanemu o przekazywanie antypolskich treści, gdyż Polacy są w nim przedstawiani są jako świnie i pomocnicy Niemców w Holokauście.